# Linia kolejowa Gransee – Neuglobsow
Linia kolejowa Gransee – Neuglobsow – dawna linia kolejowa na północy Brandenburgii, w Niemczech. Została zbudowana przez założoną w dniu 5 lipca 1928 spółkę Kleinbahn-AG Gransee–Neuglobsow i obsługiwanaa była przez Ruppiner Eisenbahn AG od 8 sierpnia 1930. Ze względu na swoją lokalizację, linia otrzymała również alternatywną nazwę Stechlinseebahn.